# Johan Brun
Johan Brun, född 12 oktober 1988, är en svensk handbollsspelare som spelar i Alstermo IF från och med säsongen 2012/2013.
Som juniorspelare spelade Johan Brun i Hammarby IF HF där han fick spela med Hammarbys A-lag och fick mottaga sitt första SM-Guld som 17-åring. Efter en säsong med IFK Tumba kom han 2008 till Djurgårdens IF HF. I Djurgården vann Johan den interna skytteligan.
Johan Brun spelade säsongen 2011-2012 i Tyresö IF, där han blev utsedd till norr ettans bästa vänsternia.
Johan Brun kommer tvåa i Alstermo IF interna skytteliga säsongen 2012/2013